# St. Martin und Georg (Sipplingen)

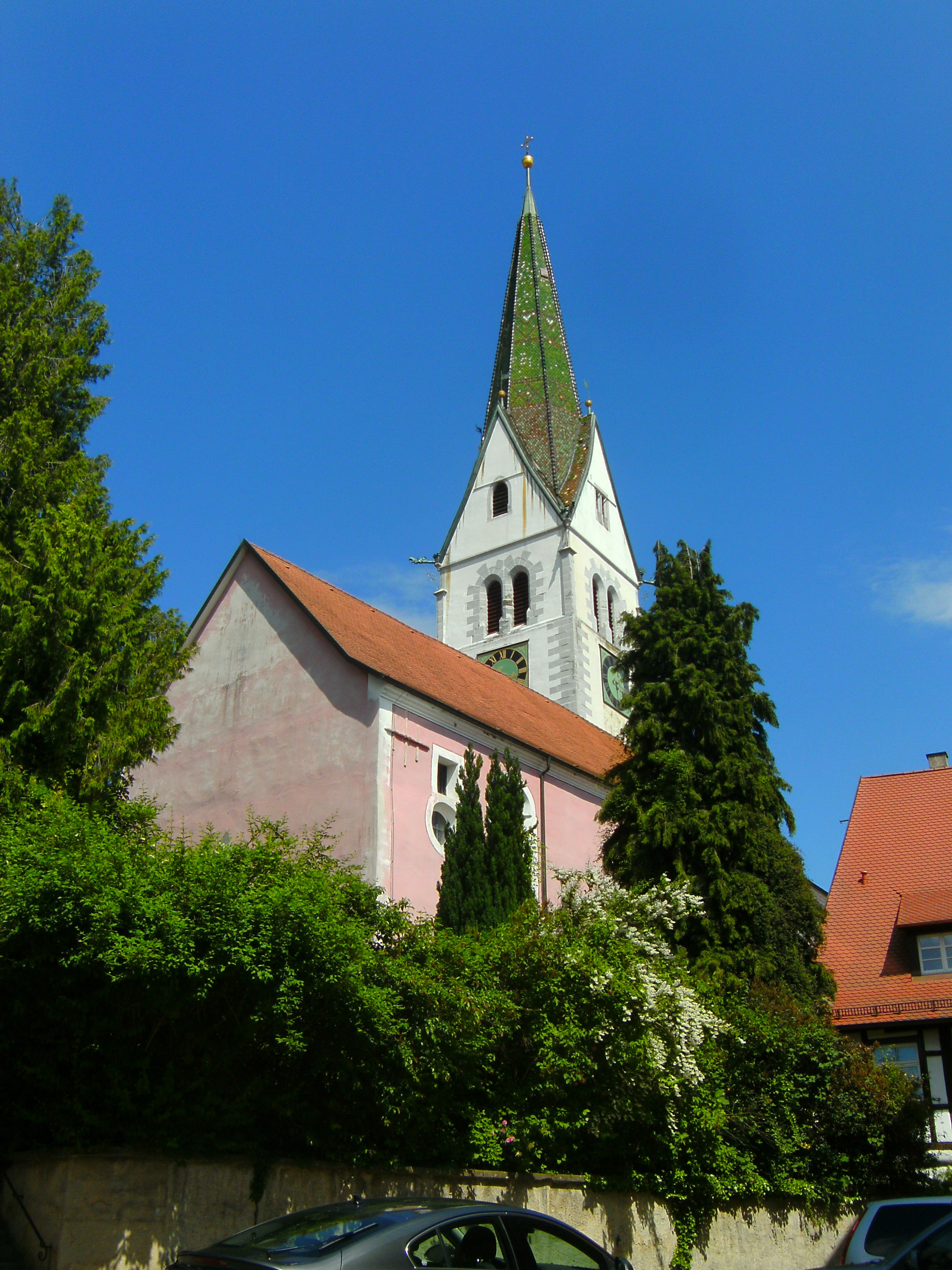
St. Martin und Georg in Sipplingen

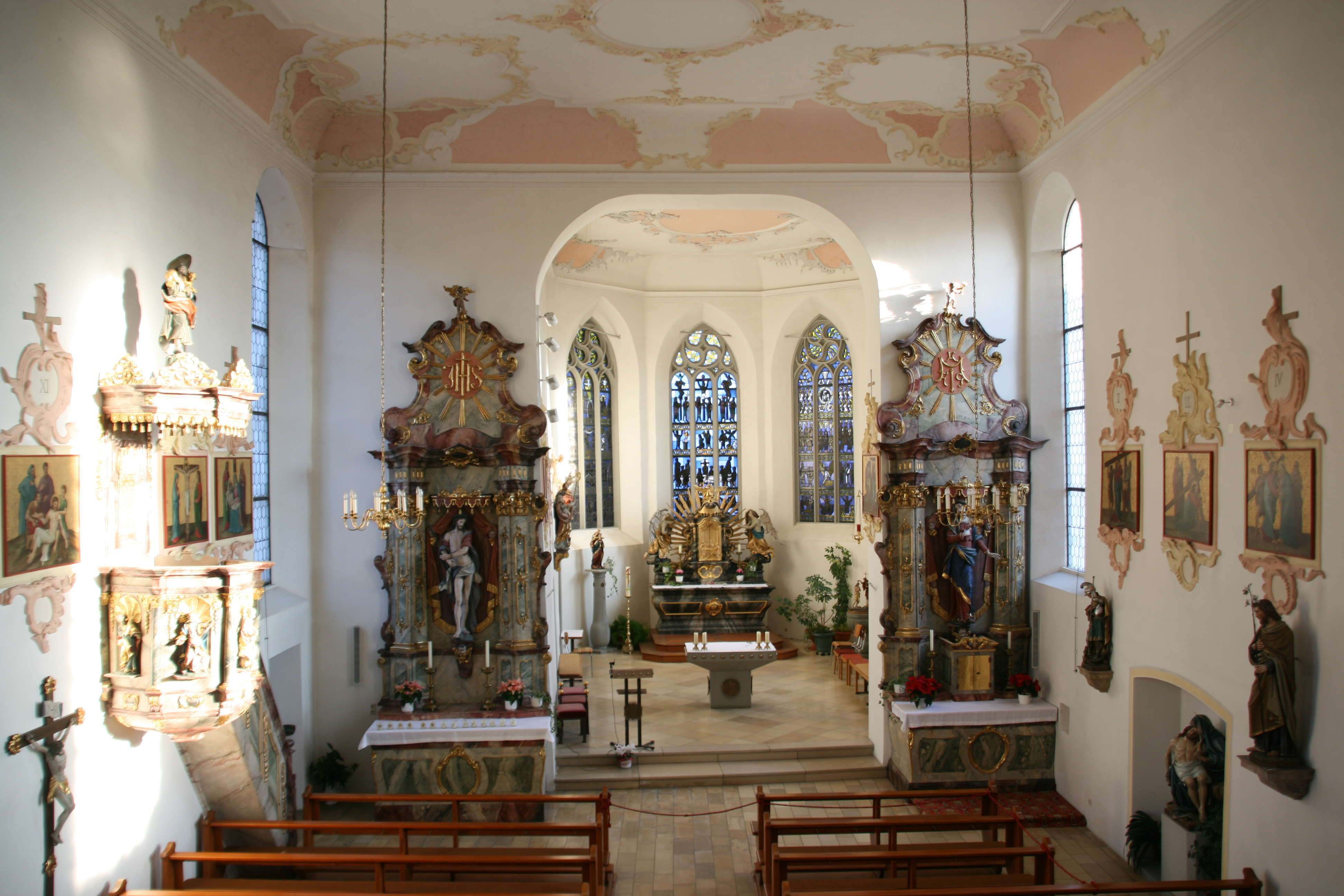
Innenansicht

Die römisch-katholische Pfarrkirche St. Martin und Georg steht in Sipplingen, einer Gemeinde im Bodenseekreis in Baden-Württemberg. Die Pfarrei gehört zum Erzbistum Freiburg. Das Bauwerk ist beim Landesamt für Denkmalpflege Baden-Württemberg als Baudenkmal eingetragen.

## Beschreibung
Die spätmittelalterliche Saalkirche besteht aus einem Langhaus, einem eingezogenen, dreiseitig geschlossenen Chor im Osten und einem Chorflankenturm an der Nordwand des Chors. Mitte des 18. Jahrhunderts wurde die Saalkirche im barocken Stil umgebaut. Dem wurde 1904 eine neugotische Überarbeitung entgegengesetzt, die 1974 wieder reduziert wurde. Das Langhaus ist spätbarock, der Chor und der Chorflankenturm, dessen oberstes Geschoss die Turmuhr und den Glockenstuhl mit fünf Kirchenglocken. beherbergt, sind dagegen neugotisch geprägt. Die Statuen der beiden Titelheiligen werden Joseph Anton Feuchtmayer zugeschrieben. Ein um 1620 entstandenes Marienbildnis stammt von der Bildhauerfamilie Zürn. Die Orgel wurde 1747 von Johann Georg Aichgasser gebaut.